# Route magistrale 3 (Lituanie)
Pour les articles homonymes, voir A3 et Route A3.
La route A3 (Magistralinis kelias A3) est une route lituanienne reliant Vilnius à la frontière biélorusse en direction de Minsk. Elle mesure 32,91 km.

## Tracé
- Vilnius
- Medininkai